# Saint-Klasse (1980)
Die Saint-Klasse ist eine Klasse von vier Ro-Pax-Fähren, die für die britische Reederei Sealink gebaut wurden. Die Fähren wurden von Sealink auf verschiedenen Routen in der Irischen See und dem Ärmelkanal eingesetzt.

## Geschichte
Die Fähren wurden vom British Railway Board für die Reederei Sealink bestellt und ab Ende der 1970er-Jahre auf der Werft Harland & Wolff in Belfast gebaut. Sealink stellte die Fähren 1980 und 1981 auf Fährverbindungen über die Irische See zwischen Stranraer in Schottland und Larne in Nordirland bzw. Holyhead in Wales und Dún Laoghaire in Irland sowie über den Ärmelkanal zwischen Dover in England und Calais in Frankreich in Dienst. Der Einsatz der Fähren über den Ärmelkanal war auch eine Reaktion auf die Modernisierung der Flotte von Townsend Thoresen, die 1980 die drei Neubauten der Spirit-Klasse zwischen Dover und Calais bzw. Dover und Zeebrugge in Dienst stellte.
Im Juli 1984 wurde Sealink an das Unternehmen Sea Containers verkauft. Die Reederei wurde in Sealink British Ferries umbenannt. Sea Containers verkaufte die Reederei 1991 an Stena Line, aus Sealink British Ferries wurde nun Sealink Stena Line. In den 1990er-Jahren in Stena Sealink umbenannt, wurde die Sealink-Marke Mitte der 1990er-Jahre von Stena Line aufgegeben. Die Fähren verkehrten fortan für Stena Line.
Die Fähren wurden ab Mitte der 1990er-Jahre von Stena Line ausgemustert. Die zwischen Holyhead und Dún Laoghaire bzw. Stranraer und Belfast verkehrenden Fähren wurden durch die Doppelrumpffähren Stena Explorer und Stena Voyager des Typs HSS 1500 ersetzt.

## Beschreibung
Die Schiffe werden von zwei Sechzehnzylinder-Dieselmotoren des Motorenherstellers Pielstick (Typ: 16PC2V), die von Crossley in Manchester in Lizenz gebaut wurden, mit jeweils 7675 kW Leistung angetrieben. Die Motoren wirken auf zwei Verstellpropeller. Die Schiffe sind mit zwei Bugstrahlrudern ausgerüstet. Für die Stromerzeugung stehen zwei mit jeweils 1200 kW Leistung angetriebene Wellengeneratoren sowie drei von Dieselmotoren mit jeweils 675 kW Leistung angetriebene Generatoren zur Verfügung. Weiterhin wurde ein von einem Dieselmotor mit 300 kW Leistung angetriebener Notgenerator verbaut.
Die Fähren verfügen über zwei durchlaufende Fahrzeugdecks. Diese sind auf dem D-Deck (dem Hauptdeck) und dem B-Deck untergebracht und erstrecken sich jeweils über zwei Decks. Die Fahrzeugdecks sind jeweils über Zufahrten am Bug und Heck zu erreichen. Die Bugzufahrt auf das Fahrzeugdeck auf dem D-Deck befindet sich hinter einem nach oben aufklappbaren Bugvisier. Die Zufahrt auf dem B-Deck befindet sich auf der Back und ist mit einem nach oben zu öffnenden Tor verschlossen. Beide Decks können über entsprechende Infrastruktur in den Häfen simultan beladen bzw. entladen werden. Die Fahrzeugdecks sind durch bewegliche Rampen miteinander verbunden, um die Fähren flexibel einsetzen zu können. Die Rampen sind jeweils 34,4 m lang und haben eine nutzbare Breite von 6,6 m. Sie können mit 200 t belastet werden.
Die nutzbare Durchfahrtshöhe auf den Fahrzeugdecks beträgt 4,42 m. Auf den Fahrzeugdecks stehen insgesamt 900 Spurmeter zur Verfügung, von denen 150 Spurmeter nur von Pkw genutzt werden können.
Das C-Deck besteht lediglich aus zwei seitlich angeordneten Bereichen, die einen Teil des Fahrzeugdecks auf dem D-Deck überbauen. Hierdurch ist das Fahrzeugdeck in diesem Bereich auf eine nutzbare Höhe von 1,95 m beschränkt. In den seitlichen Bereichen, die sich auf dem B-Deck fortsetzen, sind unter anderem Mannschaftskabinen, eine Pantry und die Mannschaftsmesse sowie ein Aufenthaltsraum für die Schiffsbesatzung und verschiedene Lager untergebracht. Weiterhin befinden sich hier und auf dem A-Deck insgesamt fünfzehn Doppelkabinen für Passagiere.
Oberhalb der Fahrzeugdecks befinden sich drei weitere Decks, das Bootsdeck, das Promenadendeck und das Brückendeck. Auf dem Bootsdeck befinden sich unter anderem mehrere Aufenthaltsräume für die Passagiere, darunter ein Raum für Lkw-Fahrer, und eine Kombüse mit einem Selbstbedienungsrestaurant sowie ein Shop. Auf dem Promenadendeck befinden sich im hinteren Bereich weitere Aufenthaltsbereiche für die Passagiere, darunter auch offene Decksbereiche. Im vorderen Bereich des Decks sind die Kabinen für die Offiziere, der Funkraum und technische Betriebsräume untergebracht. Oberhalb des Promenadendecks befindet sich bei drei der vier Fähren im vorderen Bereich der Decksaufbauten die Brücke. Im hinteren Bereich befindet sich ein nachgerüstetes Sonnendeck für die Passagiere. Bei der Galloway Princess befindet sich die Brücke im vorderen Bereich des Promenadendecks.
Unterhalb des Hauptdecks, auf der Tankdecke und dem E-Deck, sind unter anderem Maschinenräume und Maschinenkontrollraum, verschiedene technische Betriebsräume und Lagerräume untergebracht.
Die Schiffe sind mit ausfahrbaren Flossenstabilisatoren ausgestattet.
Im Zuge von Umbauten der Fähren wurden insbesondere die Einrichtungen für die Passagiere im Laufe der Zeit teilweise erheblich verändert, aber auch das äußere Erscheinungsbild der Fähren veränderte sich teilweise.

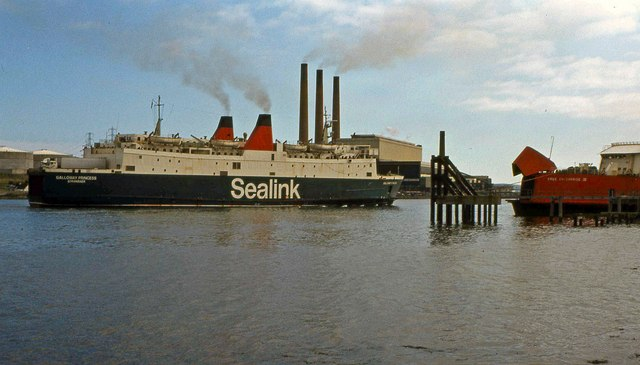
Die Galloway Princess in den Farben von Sealink
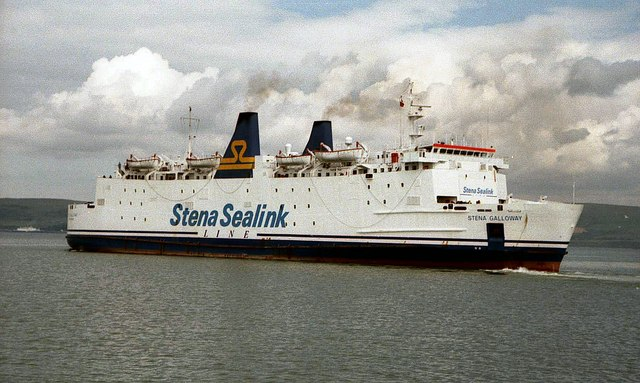
Die Stena Galloway in den Farben von Stena Sealink
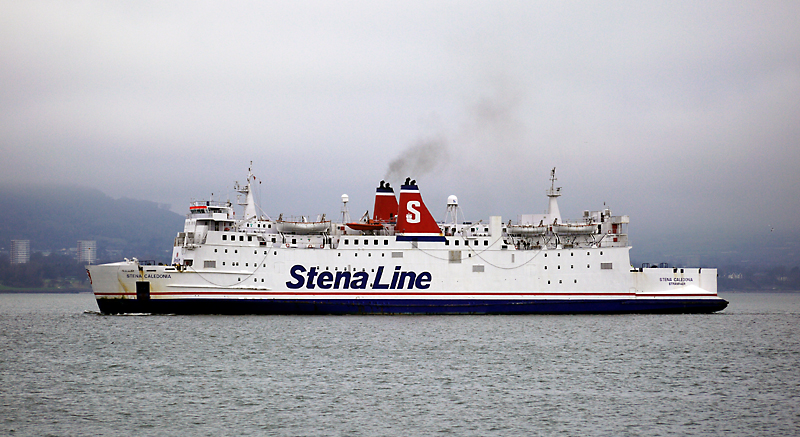
Die Stena Caledonia in den Farben von Stena Line

## Schiffe

### Galloway Princess
Die Galloway Princess (IMO-Nr. 7719430) wurde unter der Baunummer 1713 gebaut. Der Stapellauf des Schiffes fand am 24. Mai 1979 statt, die Ablieferung erfolgte am 22. April 1980.
Die Fähre wurde Anfang Mai 1980 auf der Strecke zwischen Stranraer und Larne in Dienst gestellt. 1991 wurde sie in Stena Galloway umbenannt. Ab 1995 verkehrte die Fähre zwischen Stranraer und Belfast.
2002 wurde die Fähre an die International Maritime Transport Corporation (IMTC) in Casablanca, Marokko, verkauft. Ihr Einsatz zwischen Stranraer und Belfast endete im Februar 2002. IMTC setzte die in Le Rif umbenannte und mit einer Heckrampe ausgerüstete Fähre zwischen Tanger-Med und Algeciras ein. Infolge der Insolvenz von IMTC wurde die Fähre 2013 aus der Fahrt genommen und aufgelegt. 2016 ersteigerte das Unternehmen Detroit World Logistic Maritime die Fähre. Das in Morocco Sun unbenannte Schiff wird seit Anfang August 2019 von der Reederei Africa Morocco Link wieder zwischen Tanger-Med und Algeciras eingesetzt.

### St Anselm
Die St Anselm (IMO-Nr. 7813937) wurde unter der Baunummer 1715 gebaut. Die Kiellegung fand am 22. Februar 1979, der Stapellauf am 5. Dezember 1979 statt. Die Ablieferung erfolgte am 16. Oktober 1980.
Das Schiff wurde Ende Oktober 1980 auf der Strecke zwischen Dover und Calais in Dienst gestellt, wo es die Earl Leofric ersetzte. Es bediente die Fährverbindung zusammen mit seinem Schwesterschiff St Christopher, das ab April 1981 ebenfalls hier verkehrte, sowie der Côte d’Azur, die von der französischen SNCF in den Dienst eingebracht wurde.
1982 wurde der hintere Bereich des Brückendecks mit Sitzgelegenheiten für Passagiere erweitert. Ein Teil des Bereiches wurde überdacht. Anfang 1983 wurden im hinteren Bereich des Bootdecks die Decksaufbauten erweitert, wodurch auch die offenen Bereiche auf dem Promenadendeck vergrößert wurden. Durch die Umbauten am Schiff vergrößerte sich die Passagierkapazität von rund 1000 auf 1400 Personen.

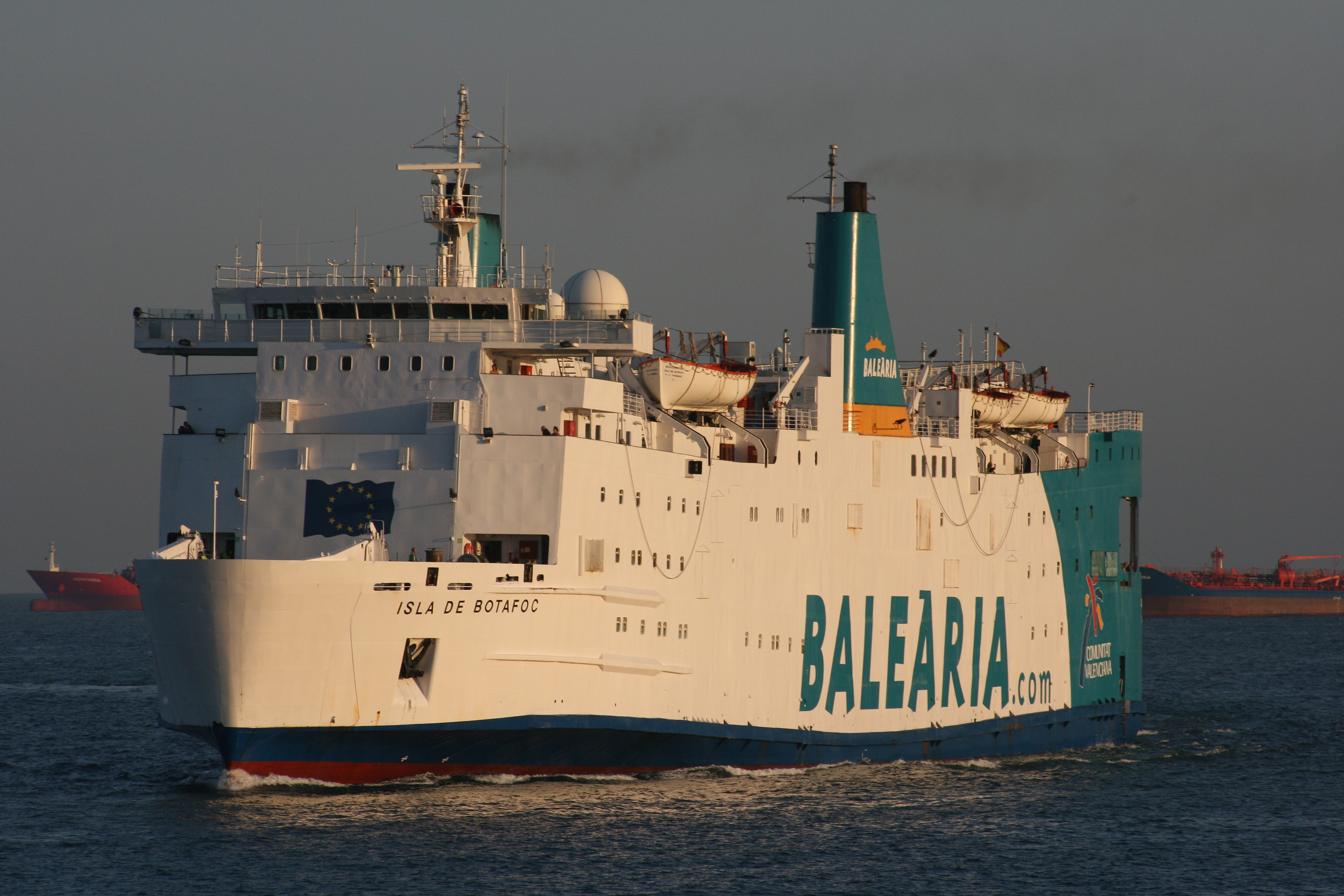
Das Schiff als Isla de Botafoc

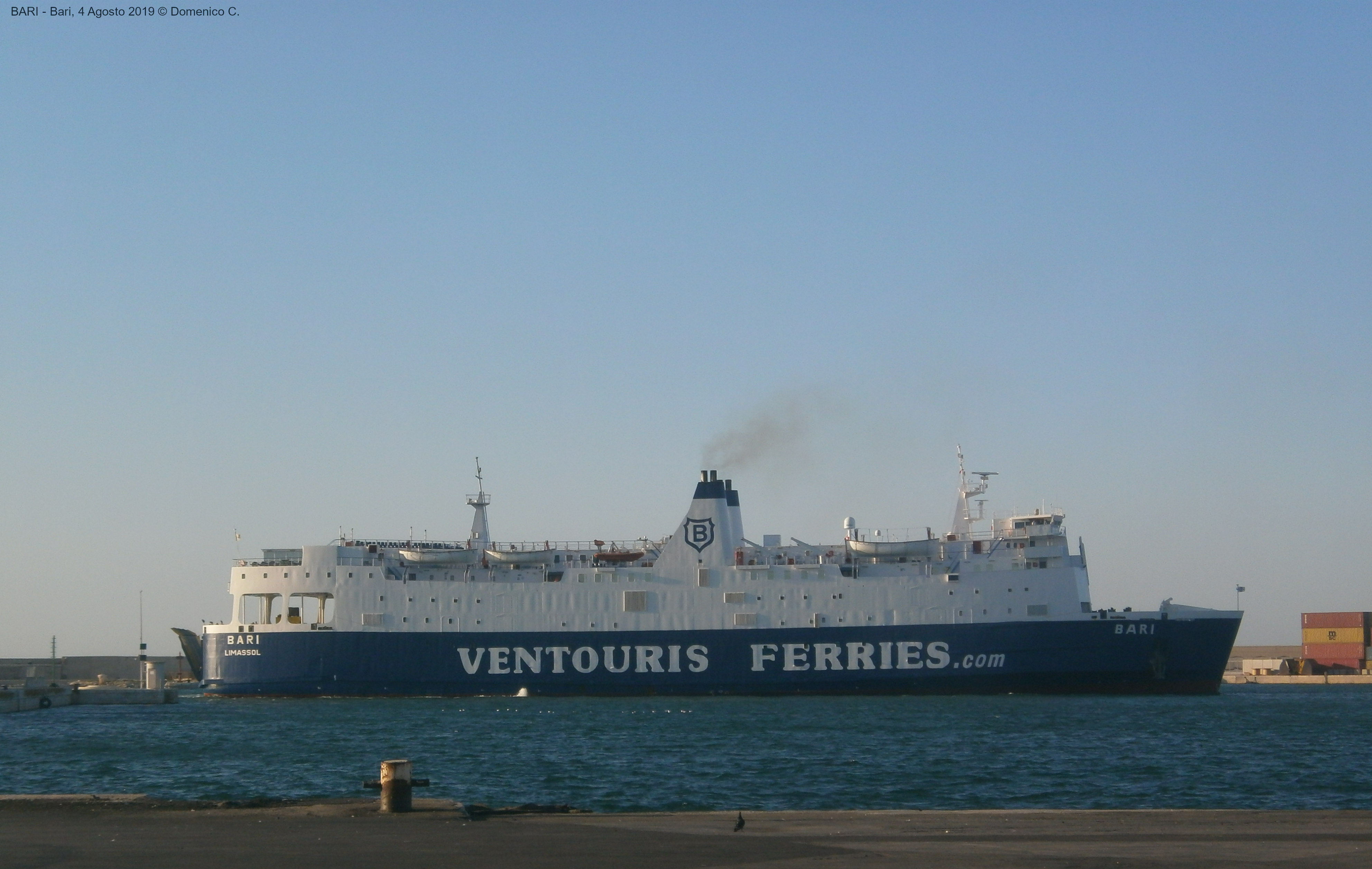
Das Schiff als Bari

Anfang 1990 wurde die St Anselm auf der Strecke zwischen Dover und Calais von der Fantasia ersetzt. In der Folge verkehrte die im Oktober 1990 in Stena Cambria umbenannte Fähre auf verschiedenen Fährverbindungen. Zunächst ab Februar 1990 zwischen Folkestone und Boulogne, ab Januar 1991 zwischen Holyhead und Dún Laoghaire und ab Januar 1996 wieder zwischen Dover und Calais. Im Februar 1997 wurde die Fähre auf die Strecke zwischen Newhaven und Dieppe verlegt, verkehrte ab Ende März 1997 dann zwischen Stranraer und Belfast, ab Ende April 1997 zwischen Holyhead und Dún Laoghaire und ab Mitte Mai wieder zwischen Dover und Calais. Ab April 1998 verkehrte sie erneut auf der Strecke zwischen Newhaven und Dieppe. Anfang Februar 1999 wurde die Fähre in Zeebrugge aufgelegt und kurze Zeit später an die spanische Reederei Union Maritimia Formentera Ibiza (UMAFISA) verkauft. Die in Isla de Botafoc umbenannte Fähre wurde von UMAFISA nach einem Umbau, bei dem das Schiff unter anderem mit zusätzlichen Passagierkabinen und Ruhesesseln und einer Heckrampe ausgestattet wurde, ab November 1999 zwischen Barcelona und Ibiza eingesetzt. Im August 2003 wurde UMAFISA von der Reederei Baleària übernommen, die die Fähre weiter auf der Route zwischen Barcelona und Ibiza und später zusätzlich auch Menorca einsetzte. Die Fähre wurde 2010 zunächst zum Abbruch nach Indien verkauft, ging dann aber an die griechische Reederei Ventouris Ferries. Sie trug kurzzeitig den Namen Winner 9 und wurde von Ventouris Ferries in Bari umbenannt. Ventouris Ferries nutzte das Schiff nach einem Umbau auf der Strecke zwischen Bari in Italien und Durrës in Albanien. Im September 2021 wurde das Schiff zum Abbruch verkauft und ab Dezember 2021 als Altair in Chittagong verschrottet.

### St Christopher
Die St Christopher (IMO-Nr. 7813949) wurde unter der Baunummer 1716 gebaut. Die Kiellegung fand am 18. Juni 1979, der Stapellauf am 20. März 1980 statt. Die Ablieferung erfolgte am 6. März 1981.
Die Fähre verkehrte nach der Indienststellung zunächst für wenige Wochen auf den Fährverbindungen zwischen Holyhead und Dún Laoghaire bzw. Fishguard und Rosslare, bevor sie im April 1981 auf die Strecke zwischen Dover und Calais verlegt wurde, wo sie die Earl Siward ersetzte. Hier verkehrte sie gemeinsam mit ihrem Schwesterschiff St Anselm sowie der Côte d’Azur, die von der französischen SNCF in den Dienst eingebracht wurde.
Wie bei der St Anselm wurde 1982 der hintere Bereich des Brückendecks mit Sitzgelegenheiten für Passagiere erweitert und ein Teil des Bereiches überdacht. Die Erweiterung des hinteren Bereichs des Bootdecks einschließlich der Vergrößerung der offenen Bereiche auf dem Promenadendeck wurde im Frühjahr 1983 im Anschluss an die Arbeiten an der St Anselm durchgeführt. Auch bei der St Christopher vergrößerte sich die Passagierkapazität durch die Umbauten von rund 1000 auf 1400 Personen.
Im Januar 1990 wurde die St Christopher in Stena Antrim umbenannt. Ab April 1991 verkehrte die Fähre zwischen Stranraer und Larne, sie ersetzte hier die Darnia, und ab November 1995 dann zwischen Stranraer und Belfast. Mit der Verlegung der Fähre auf die Strecke zwischen Schottland und Nordirland verkehrten drei der vier Schiffe der Klasse auf dieser Fährverbindung.

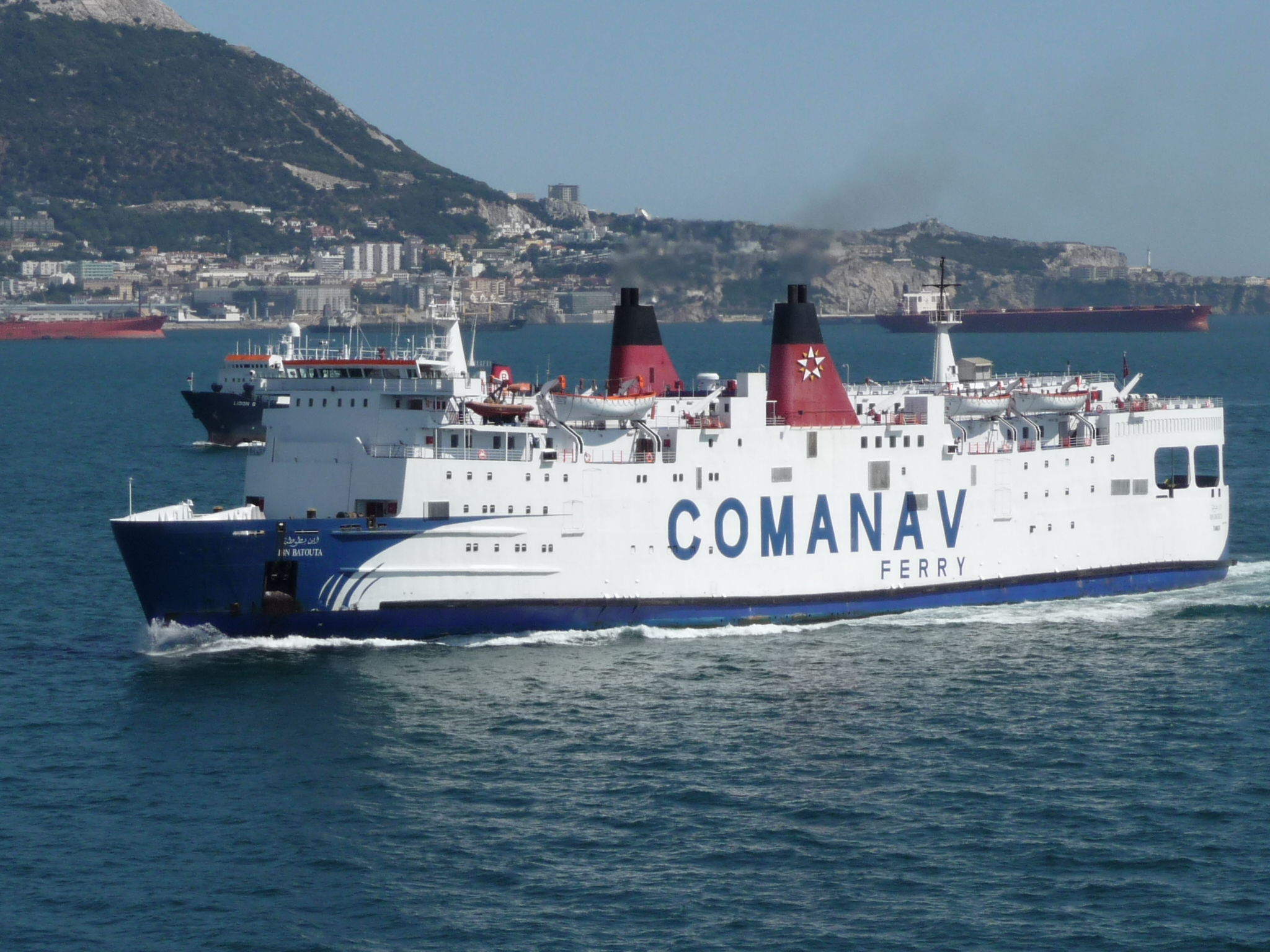
Das Schiff als Ibn Batouta

Im Juli 1996 wurde die Fähre in Belfast aufgelegt. Ende Oktober 1996 ging sie auf der Fährverbindung zwischen Newhaven und Dieppe wieder in Fahrt. Im April 1998 wurde die Fähre aus der Fahrt genommen und in Zeebrugge aufgelegt. Im Juni 1998 wurde sie an Lignes Maritimes du Detroit (Limadet) in Casablanca, Marokko, verkauft und in Ibn Batouta umbenannt. Die Fähre verkehrte ab Juli 1998 zwischen Tanger-Med und Algeciras. Ende 2007 wurde sie an Compagnie Marocaine de Navigation (Comanav) in Casablanca verkauft. Die Fähre verkehrte weiter zwischen Tanger-Med und Algeciras. Infolge des Bankrotts der Reederei 2012 wurde die Fähre in Algeciras aufgelegt. Im Sommer 2015 wurde die Fähre von Red Star Ferries ersteigert und anschließend nach Albanien geschleppt, wo sie in Durres weiterhin auflag. 2018 wurde die Fähre in Werften in der Türkei und in Griechenland umgebaut und Anfang 2019 in European Star umbenannt. Ein möglicherweise geplanter Einsatz der Fähre zwischen Italien und Albanien ist bisher nicht erfolgt.

### St David
Die St David (IMO-Nr. 7910917) wurde unter der Baunummer 1717 gebaut. Die Kiellegung fand am 14. Dezember 1979, der Stapellauf am 25. September 1980 statt. Die Ablieferung erfolgte am 24. Juli 1981. Die Fähre war nicht nur die letzte Einheit der Saint-Klasse, sondern auch das letzte auf der Musgrave-Werft von Harland & Wolff gebaute Schiff.

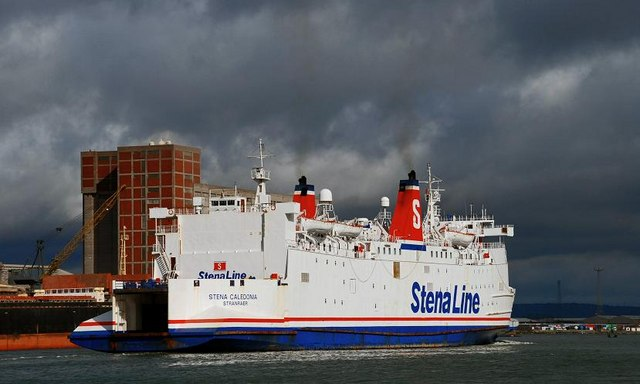
Heckansicht des Schiffs als Stena Caledonia mit der zusätzlichen Brücke auf den hinteren Decksaufbauten

Die Fähre wurde im August 1981 auf der Fährverbindung zwischen Holyhead und Dún Laoghaire in Dienst gestellt. Sie war für die Anlegemanöver in Holyhead mit einer zusätzlichen Brücke am hinteren Ende der Decksaufbauten ausgerüstet. Die St David ersetzte auf der Route die von Sealink gecharterte Prinsessan Desiree. In den Folgejahren ersetzte sie zeitweise andere Fähren auf der Fährverbindung zwischen Stranraer und Larne. Ab Ende März 1983 verkehrte sie vorübergehend auf der Strecke zwischen Dover und Calais, während die St Anselm und die St Christopher umgebaut wurden. Im Dezember 1983 wurde die Fähre wieder auf die Strecke zwischen Stranraer und Larne verlegt. Der Versuch, das Schiff auf der Verbindung zwischen Dover und Ostende, auf der es ab März 1985 eingesetzt wurde, schlug fehl und endete mit einem Anlaufverbot für Sealink British Ferries in Ostende. Die Fähre wurde daher im September 1985 auf die Strecke zwischen Dover und Boulogne verlegt. Ab Anfang 1986 verkehrte sie wieder zwischen Stranraer und Larne, hier verkehrte auch das Schwesterschiff Galloway Princess, und ab November 1995 dann zwischen Stranraer und Belfast. Im Februar 1991 war die Fähre in Stena Caledonia umbenannt worden.
Die Fähre war diejenige der Klasse, die am längsten im Vereinigten Königreich im Einsatz blieb. Sie wurde im November 2011 außer Dienst gestellt und in Belfast aufgelegt, nachdem Stena Line die Fährverbindung nach Nordirland von Stranraer aufgegeben und mit den Fähren Stena Superfast VII und Stena Superfast VIII von einem neuen Fährhafen in Cairnryan aufgenommen hatte.
Die Fähre wurde 2012 an die indonesische Reederei ASDP Ferry verkauft. Die in Port Link umbenannte und 2019 umgebaute Fähre, bei dem Umbau wurden unter anderem die hinteren Decksaufbauten erweitert, verkehrt zwischen Bakauheni auf Sumatra und Merak auf Java.